# AARP大人のための映画賞 大人のためのラブストーリー賞
AARP大人のための映画賞 大人のためのラブストーリー賞（エーエーアールピーおとなのためのえいがしょう おとなのためのラブストーリーしょう、AARP Movies for Grownups Award for Best Grownup Love Story）は、AARP大人のための映画賞の賞の一つ。50歳以上のカップルを描いた映画を受賞対象としているが、50歳以下のカップルを描いた作品も複数ノミネートされており、このうち『グレイテスト・ショーマン』が50歳以下のカップルを描いた映画として唯一受賞作品に選出されている。

## 受賞結果

### 2000年代
| 年   | 作品                                          | 俳優                                                      | 出典        |
| ---- | --------------------------------------------- | --------------------------------------------------------- | ----------- |
| 2002 | チャーチル/大英帝国の嵐                       | アルバート・フィニー & ヴァネッサ・レッドグレイヴ         | [ 2 ]       |
| 2002 | ヤァヤァ・シスターズの聖なる秘密              | ジェームズ・ガーナー & エレン・バースティン               | [ 2 ]       |
| 2002 | ムーンライト・マイル                          | ダスティン・ホフマン & スーザン・サランドン               | [ 2 ]       |
| 2002 | Never Again                                   | ジェフリー・タンバー & ジル・クレイバーグ                 | [ 2 ]       |
| 2003 | 恋愛適齢期                                    | ジャック・ニコルソン&ダイアン・キートン                   | [ 3 ]       |
| 2003 | ラブ・アクチュアリー                          | アラン・リックマン & エマ・トンプソン                     | [ 3 ]       |
| 2003 | みんなのうた                                  | ユージン・レヴィ & キャサリン・オハラ                     | [ 3 ]       |
| 2004 | きみに読む物語                                | ジェームズ・ガーナー & ジーナ・ローランズ                 | [ 4 ]       |
| 2004 | 二重誘拐                                      | ロバート・レッドフォード & ヘレン・ミレン                 | [ 4 ]       |
| 2004 | イン・グッド・カンパニー                      | デニス・クエイド & マーグ・ヘルゲンバーガー               | [ 4 ]       |
| 2004 | Shall We Dance?                               | リチャード・ギア & スーザン・サランドン                   | [ 4 ]       |
| 2005 | 幸せのポートレート                            | クレイグ・T・ネルソン & ダイアン・キートン                | [ 5 ] [ 6 ] |
| 2005 | ママが泣いた日                                | ケビン・コスナー & ジョアン・アレン                       | [ 5 ] [ 6 ] |
| 2005 | The Thing About My Folks                      | ピーター・フォーク & オリンピア・デュカキス               | [ 5 ] [ 6 ] |
| 2005 | トゥー・フォー・ザ・マネー                    | アル・パチーノ & レネ・ルッソ                             | [ 5 ] [ 6 ] |
| 2005 | 皇帝ペンギン                                  | コウテイペンギンの夫婦                                    | [ 5 ] [ 6 ] |
| 2006 | ラストキス                                    | トム・ウィルキンソン & ブライス・ダナー                   | [ 7 ]       |
| 2006 | Aurora Borealis                               | ドナルド・サザーランド & ルイーズ・フレッチャー           | [ 7 ]       |
| 2006 | Boynton Beach Club                            | レン・キャリオー & サリー・ケラーマン                     | [ 7 ]       |
| 2006 | Keeping Mum                                   | ローワン・アトキンソン & クリスティン・スコット・トーマス | [ 7 ]       |
| 2006 | ペインテッド・ヴェール 〜ある貴婦人の過ち〜   | エドワード・ノートン & ナオミ・ワッツ                     | [ 7 ]       |
| 2007 | ヘアスプレー                                  | クリストファー・ウォーケン & ジョン・トラボルタ           | [ 8 ]       |
| 2007 | —                                             |                                                           | [ 8 ]       |
| 2008 | 新しい人生のはじめかた                        | ダスティン・ホフマン & エマ・トンプソン                   | [ 9 ]       |
| 2008 | マンマ・ミーア!                               | ピアース・ブロスナン & メリル・ストリープ                 | [ 9 ]       |
| 2008 | 最後の初恋                                    | リチャード・ギア & ダイアン・レイン                       | [ 9 ]       |
| 2008 | インディ・ジョーンズ/クリスタル・スカルの王国 | ハリソン・フォード & カレン・アレン                       | [ 9 ]       |
| 2008 | 俺たちステップ・ブラザース -義兄弟-           | リチャード・ジェンキンス & メアリー・スティーンバージェン | [ 9 ]       |
| 2009 | ジュリー&ジュリア                             | スタンリー・トゥッチ & メリル・ストリープ                 | [ 10 ]      |
| 2009 | 終着駅 トルストイ最後の旅                     | クリストファー・プラマー & ヘレン・ミレン                 | [ 10 ]      |
| 2009 | ウッドストックがやってくる!                   | ヘンリー・グッドマン & イメルダ・スタウントン             | [ 10 ]      |
| 2009 | ローラーガールズ・ダイアリー                  | ダニエル・スターン & マーシャ・ゲイ・ハーデン             | [ 10 ]      |
| 2009 | 恋するベーカリー                              | アレック・ボールドウィン & メリル・ストリープ             | [ 10 ]      |

### 2010年代
| 年   | 作品                                        | 俳優                                                          | 出典          |
| ---- | ------------------------------------------- | ------------------------------------------------------------- | ------------- |
| 2010 | キッズ・オールライト                        | アネット・ベニング & ジュリアン・ムーア                       | [ 11 ] [ 12 ] |
| 2010 | The Lightkeepers                            | リチャード・ドレイファス & ブライス・ダナー                   | [ 11 ] [ 12 ] |
| 2010 | ファミリーズ・シークレット 秘密を抱えた家族 | アンディ・ガルシア & ジュリアナ・マルグリーズ                 | [ 11 ] [ 12 ] |
| 2010 | 家族の庭                                    | ジム・ブロードベント & ルース・シーン                         | [ 11 ] [ 12 ] |
| 2010 | フェア・ゲーム                              | ショーン・ペン & ナオミ・ワッツ                               | [ 11 ] [ 12 ] |
| 2011 | マーガレット・サッチャー 鉄の女の涙         | ジム・ブロードベント & メリル・ストリープ                     | [ 13 ]        |
| 2011 | 戦火の馬                                    | ピーター・マラン & エミリー・ワトソン                         | [ 13 ]        |
| 2011 | それでも、愛してる                          | メル・ギブソン & ジョディ・フォスター                         | [ 13 ]        |
| 2011 | J・エドガー                                 | レオナルド・ディカプリオ & アーミー・ハマー                   | [ 13 ]        |
| 2012 | ヒッチコック                                | アンソニー・ホプキンス & ヘレン・ミレン                       | [ 14 ]        |
| 2012 | マリーゴールド・ホテルで会いましょう        | トム・ウィルキンソン & ラージェーンドラ・グプタ               | [ 14 ]        |
| 2012 | 31年目の夫婦げんか                          | メリル・ストリープ & トミー・リー・ジョーンズ                 | [ 14 ]        |
| 2012 | リンカーン                                  | ダニエル・デイ＝ルイス & サリー・フィールド                   | [ 14 ]        |
| 2012 | カルテット! 人生のオペラハウス              | トム・コートネイ & マギー・スミス                             | [ 14 ]        |
| 2013 | おとなの恋には嘘がある                      | ジェームズ・ガンドルフィーニ & ジュリア・ルイス＝ドレイファス | [ 15 ]        |
| 2013 | ビフォア・ミッドナイト                      | イーサン・ホーク & ジュリー・デルピー                         | [ 15 ]        |
| 2013 | 大統領の執事の涙                            | フォレスト・ウィテカー & オプラ・ウィンフリー                 | [ 15 ]        |
| 2013 | Still Mine                                  | ジェームズ・クロムウェル & ジュヌヴィエーヴ・ビュジョルド     | [ 15 ]        |
| 2013 | アンコール!!                                | テレンス・スタンプ & ヴァネッサ・レッドグレイヴ               | [ 15 ]        |
| 2014 | 人生は小説よりも奇なり                      | アルフレッド・モリーナ & ジョン・リスゴー                     | [ 16 ] [ 17 ] |
| 2014 | 最高の人生のつくり方                        | マイケル・ダグラス & ダイアン・キートン                       | [ 16 ] [ 17 ] |
| 2014 | マダム・マロリーと魔法のスパイス            | ヘレン・ミレン & オム・プリ                                   | [ 16 ] [ 17 ] |
| 2014 | My Old Lady                                 | ケヴィン・クライン & クリスティン・スコット・トーマス         | [ 16 ] [ 17 ] |
| 2014 | ウィークエンドはパリで                      | アイラ・サックス                                              | [ 16 ] [ 17 ] |
| 2015 | ニューヨーク 眺めのいい部屋売ります         | モーガン・フリーマン & ダイアン・キートン                     | [ 18 ] [ 19 ] |
| 2015 | さざなみ                                    | トム・コートネイ & シャーロット・ランプリング                 | [ 18 ] [ 19 ] |
| 2015 | キャロル                                    | ケイト・ブランシェット & ルーニー・マーラ                     | [ 18 ] [ 19 ] |
| 2015 | ハンズ・オブ・ラヴ 手のひらの勇気           | ジュリアン・ムーア & エリオット・ペイジ                       | [ 18 ] [ 19 ] |
| 2015 | I'll See You in My Dreams                   | ブライス・ダナー & サム・エリオット                           | [ 18 ] [ 19 ] |
| 2016 | 最高の家族の見つけかた                      | リチャード・ジェンキンス & マーゴ・マーティンデイル           | [ 20 ]        |
| 2016 | フェンス                                    | デンゼル・ワシントン & ヴィオラ・デイヴィス                   | [ 20 ]        |
| 2016 | マダム・フローレンス! 夢見るふたり          | メリル・ストリープ & ヒュー・グラント                         | [ 20 ]        |
| 2016 | My Big Fat Greek Wedding 2                  | レイニー・カザン & マイケル・コンスタンティン                 | [ 20 ]        |
| 2016 | マダム・メドラー おせっかいは幸せの始まり   | スーザン・サランドン & J・K・シモンズ                         | [ 20 ]        |
| 2017 | グレイテスト・ショーマン                    | ヒュー・ジャックマン & ミシェル・ウィリアムズ                 | [ 21 ]        |
| 2017 | ブレス しあわせの呼吸                       | アンドリュー・ガーフィールド & クレア・フォイ                 | [ 21 ]        |
| 2017 | リヴァプール、最後の恋                      | アネット・ベニング & ジェイミー・ベル                         | [ 21 ]        |
| 2017 | ロング, ロングバケーション                  | ドナルド・サザーランド & ヘレン・ミレン                       | [ 21 ]        |
| 2017 | 夜が明けるまで                              | ロバート・レッドフォード & ジェーン・フォンダ                 | [ 21 ]        |
| 2018 | ディア・ファミリー 〜あなたを忘れない〜     | ロバート・フォスター & ブライス・ダナー                       | [ 22 ] [ 23 ] |
| 2018 | シェイクスピアの庭                          | ケネス・ブラナー & ジュディ・デンチ                           | [ 22 ] [ 23 ] |
| 2018 | ビリーブ 未来への大逆転                     | フェリシティ・ジョーンズ & アーミー・ハマー                   | [ 22 ] [ 23 ] |
| 2018 | プライベート・ライフ                        | キャスリン・ハーン & ポール・ジアマッティ                     | [ 22 ] [ 23 ] |
| 2018 | さらば愛しきアウトロー                      | ロバート・レッドフォード & シシー・スペイセク                 | [ 22 ] [ 23 ] |
| 2019 | 受賞作なし                                  | 受賞作なし                                                    | [ 24 ]        |

### 2020年代
| 年   | 作品                                       | 俳優                                                                            | 出典          |
| ---- | ------------------------------------------ | ------------------------------------------------------------------------------- | ------------- |
| 2020 | スーパーノヴァ                             | コリン・ファース & スタンリー・トゥッチ                                         | [ 25 ] [ 26 ] |
| 2020 | EMMA エマ                                  | ジョニー・フリン & アニャ・テイラー＝ジョイ                                     | [ 25 ] [ 26 ] |
| 2020 | オーディナリー・ラブ/ありふれた愛の物語    | リーアム・ニーソン & レスリー・マンヴィル                                       | [ 25 ] [ 26 ] |
| 2020 | Wild Mountain Thyme                        | ジェイミー・ドーナン & エミリー・ブラント                                       | [ 25 ] [ 26 ] |
| 2020 | Working Man                                | ピーター・ゲレッティ & タリア・シャイア                                         | [ 25 ] [ 26 ] |
| 2021 | シラノ                                     | ピーター・ディンクレイジ & ヘイリー・ベネット                                   | [ 27 ] [ 28 ] |
| 2021 | 23 Walks                                   | デイヴ・ジョーンズ & アリソン・ステッドマン                                     | [ 27 ] [ 28 ] |
| 2021 | ベルファスト                               | ジェイミー・ドーナン & カトリーナ・バルフ キアラン・ハインズ & ジュディ・デンチ | [ 27 ] [ 28 ] |
| 2021 | ゴヤの名画と優しい泥棒                     | ジム・ブロードベント & ヘレン・ミレン                                           | [ 27 ] [ 28 ] |
| 2021 | マクベス                                   | デンゼル・ワシントン & フランシス・マクドーマンド                               | [ 27 ] [ 28 ] |
| 2022 | グッド・ラック・トゥ・ユー、レオ・グランデ | ダリル・マコーマック & エマ・トンプソン                                         | [ 29 ] [ 30 ] |
| 2022 | エンパイア・オブ・ライト                   | マイケル・ウォード & オリヴィア・コールマン                                     | [ 29 ] [ 30 ] |
| 2022 | チャタレイ夫人の恋人                       | ジャック・オコンネル & エマ・コリン                                             | [ 29 ] [ 30 ] |
| 2022 | あるラブソング                             | ウェス・ステュディ & デイル・ディッキー                                         | [ 29 ] [ 30 ] |
| 2022 | チケット・トゥ・パラダイス                 | ジョージ・クルーニー & ジュリア・ロバーツ                                       | [ 29 ] [ 30 ] |
| 2023 | 受賞作なし                                 | 受賞作なし                                                                      | [ 31 ] [ 32 ] |